# Guillermo Ferracuti
Guillermo Ferracuti (Soldini, Provincia de Santa Fe, Argentina, 11 de febrero de 1991) es un futbolista argentino. Juega como lateral izquierdo y su primer equipo fue Newell's Old Boys. Actualmente milita en Atlanta de la Primera Nacional.

## Estadísticas

### Clubes
Actualizado hasta su último partido disputado el 1 de diciembre de 2024.
| Club                           | Div.          | Temporada     | Liga  | Liga  | Copas nacionales | Copas nacionales | Torneos internacionales | Torneos internacionales | Total | Total |
| Club                           | Div.          | Temporada     | Part. | Goles | Part.            | Goles            | Part.                   | Goles                   | Part. | Goles |
| ------------------------------ | ------------- | ------------- | ----- | ----- | ---------------- | ---------------- | ----------------------- | ----------------------- | ----- | ----- |
| Newell's Old Boys Argentina    | 1.ª           | 2010-11       | 3     | 0     | —                | —                | —                       | —                       | 3     | 0     |
| Newell's Old Boys Argentina    | 1.ª           | 2011-12       | 12    | 0     | 1                | 0                | —                       | —                       | 13    | 0     |
| Newell's Old Boys Argentina    | 1.ª           | 2012-13       | 1     | 0     | 1                | 0                | —                       | —                       | 2     | 0     |
| Newell's Old Boys Argentina    | Total club    | Total club    | 16    | 0     | 2                | 0                | 0                       | 0                       | 18    | 0     |
| C. A. Patronato Argentina      | 2.ª           | 2013-14       | 10    | 0     | 1                | 0                | —                       | —                       | 11    | 0     |
| C. A. Patronato Argentina      | Total club    | Total club    | 10    | 0     | 1                | 0                | 0                       | 0                       | 11    | 0     |
| C. A. Colón Argentina          | 2.ª           | 2014          | 5     | 0     | —                | —                | —                       | —                       | 5     | 0     |
| C. A. Colón Argentina          | 1.ª           | 2015          | 2     | 0     | 1                | 0                | —                       | —                       | 3     | 0     |
| C. A. Colón Argentina          | Total club    | Total club    | 7     | 0     | 1                | 0                | 0                       | 0                       | 8     | 0     |
| C. A. Sarmiento (J) Argentina  | 1.ª           | 2016          | 6     | 0     | —                | —                | —                       | —                       | 6     | 0     |
| C. A. Sarmiento (J) Argentina  | 1.ª           | 2016-17       | 8     | 0     | 1                | 0                | —                       | —                       | 9     | 0     |
| C. A. Sarmiento (J) Argentina  | Total club    | Total club    | 14    | 0     | 1                | 0                | 0                       | 0                       | 15    | 0     |
| Guillermo Brown (PM) Argentina | 2.ª           | 2017-18       | 19    | 0     | 1                | 0                | —                       | —                       | 20    | 0     |
| Guillermo Brown (PM) Argentina | 2.ª           | 2018-19       | 3     | 0     | 1                | 0                | —                       | —                       | 4     | 0     |
| Guillermo Brown (PM) Argentina | 2.ª           | 2019-20       | 14    | 1     | —                | —                | —                       | —                       | 14    | 1     |
| Guillermo Brown (PM) Argentina | 2.ª           | 2020          | 5     | 0     | —                | —                | —                       | —                       | 5     | 0     |
| Guillermo Brown (PM) Argentina | 2.ª           | 2021          | 30    | 0     | —                | —                | —                       | —                       | 30    | 0     |
| Guillermo Brown (PM) Argentina | Total club    | Total club    | 71    | 1     | 2                | 0                | 0                       | 0                       | 73    | 1     |
| Deportivo Maipú Argentina      | 2.ª           | 2022          | 34    | 0     | —                | —                | —                       | —                       | 34    | 0     |
| Deportivo Maipú Argentina      | 2.ª           | 2023          | 35    | 0     | —                | —                | —                       | —                       | 35    | 0     |
| Deportivo Maipú Argentina      | Total club    | Total club    | 69    | 0     | 0                | 0                | 0                       | 0                       | 69    | 0     |
| San Martín (T) Argentina       | 2.ª           | 2024          | 22    | 0     | 1                | 0                | —                       | —                       | 23    | 0     |
| San Martín (T) Argentina       | Total club    | Total club    | 22    | 0     | 1                | 0                | 0                       | 0                       | 23    | 0     |
| Total carrera                  | Total carrera | Total carrera | 209   | 1     | 8                | 0                | 0                       | 0                       | 217   | 1     |
| 1. 2.                          |               |               |       |       |                  |                  |                         |                         |       |       |

## Palmarés

### Torneos nacionales
| Título                     | Club              | País      | Año    |
| -------------------------- | ----------------- | --------- | ------ |
| Primera División Argentina | Newell's Old Boys | Argentina | F-2013 |

### Otros logros
- Ascenso a la Primera División de Argentina con Colón de Santa Fe en 2014.